# Humorista

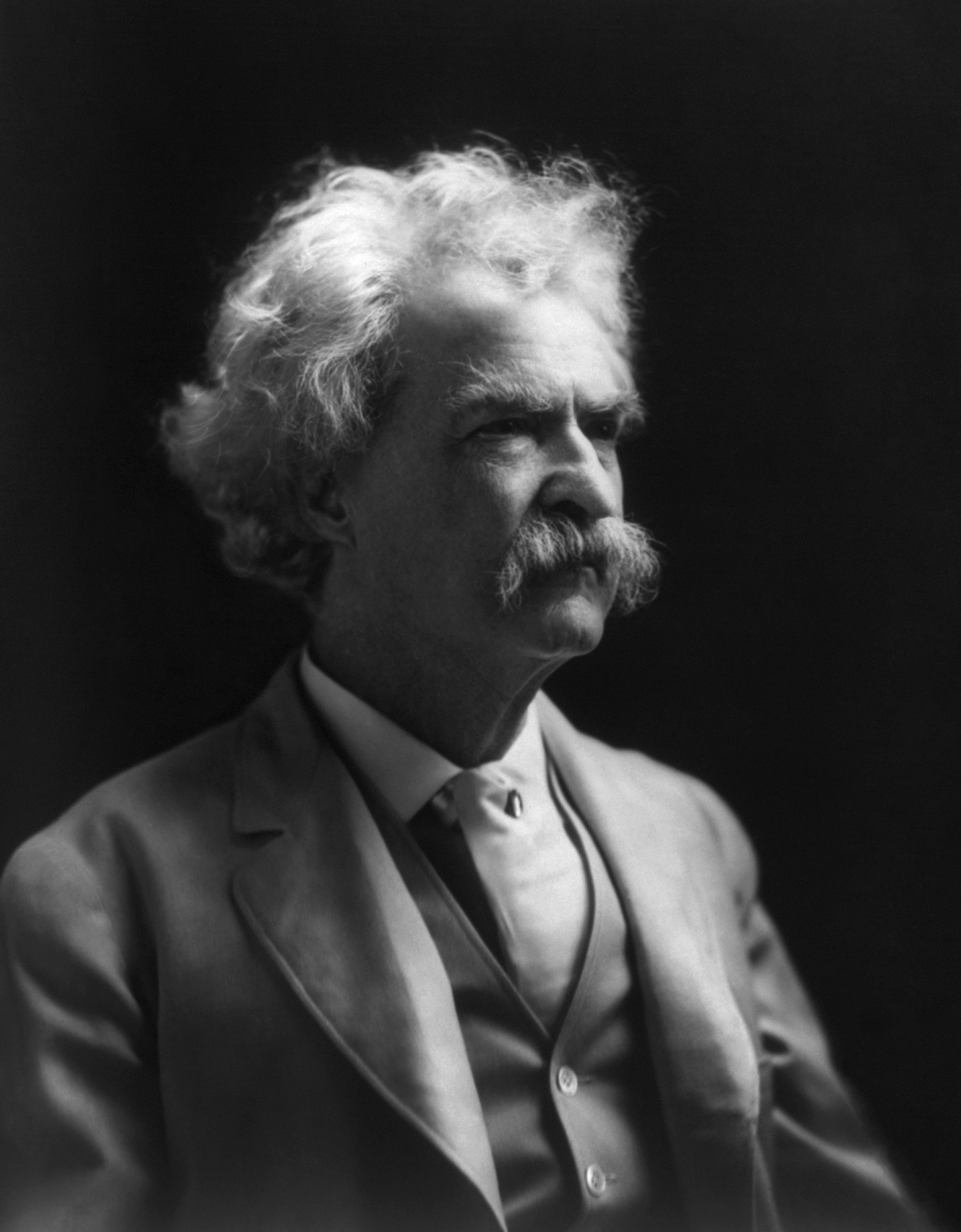
Samuel Clemens, humorista estadounidense que escribió bajo el seudónimo de Mark Twain

Un humorista,  es una persona que en sus obras —literarias o plásticas—, o en sus actuaciones en espectáculos públicos, cultiva el humor. Puede ser una persona que se dedique profesionalmente a la producción de obras escritas o gráficas, o a hacer intervenciones públicas con fines humorísticos. Un humorista no es un cómico, a pesar de que hay casos en que se pueden combinar ambas profesiones. También son frecuentes los ejemplos de producciones humorísticas parciales entre otras actividades de carácter general referidas a una misma persona.

## Humorismo literario

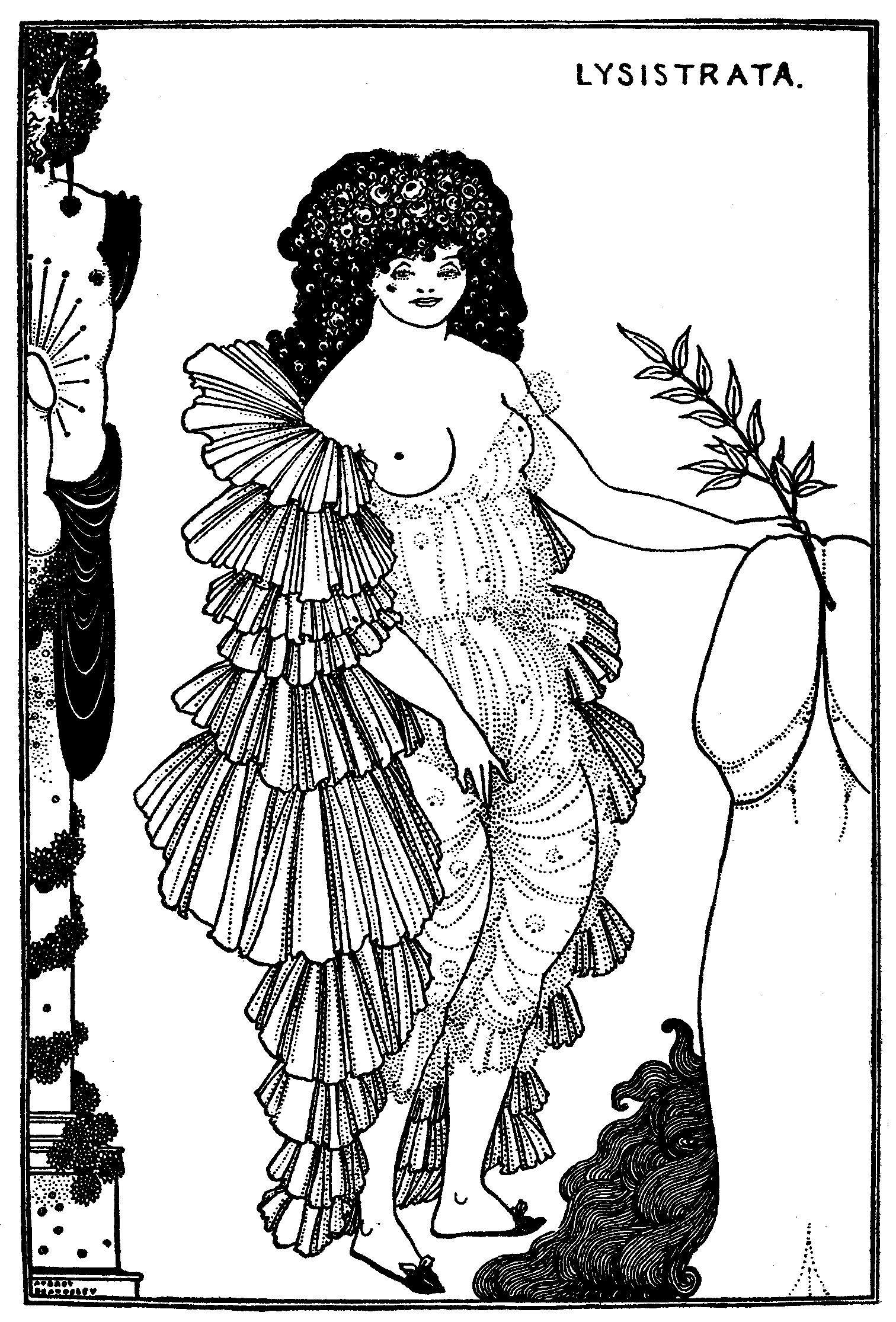
Grabado de Aubrey Beardsley (1896).

Muchos autores literarios cultivaron el humorismo. Algunos de forma casi exclusiva. Otros en forma parcial o limitada. Se incluye una lista tan solo a título representativo. 
- 448 aC-380 aC. Aristòfanes
  - 411 aC. Lisístrata
- c 341 aC-c 290 aC. Menandre de Atenas
- 216 aC-184 aC. Plaute
- 184 aC-c 159 aC. Terenci

### Era cristiana
- 43 d. C.-104 mié. Marc Valeri Marcial.

### Año 1000
- c 1283-c 1351. Juan Ruíz Arcipreste de Hita
  - Libro de buen amor
- c 1300. Geoffrey Chaucer
- c 1401-1478. Jaume Roig
- c 1450? Jaume Gassull
- 1456-1460. La Farce de Maître Pathelin.[2]
- 1480-1545. Antonio de Guevara.[3]
- 1490-1553. François Rabelais

### Año 1500
- 1547-1616. Miguel de Cervantes Saavedra
  - Don Quijote

- 1565-1635. Alessandro Tassoni
  - La secchia rapita (El cubo robado).[4][5]
- 1578-1623. Rector de Vallfogona

### Año 1600
- 1619-1655. Cyrano de Bergerac.[6]
- 1622-1673. Molière
- 1672-1719. Joseph Addison.[7]

### Año 1700
- 1706-1790. Benjamin Franklin
- 1707-1793. Carlo Goldoni
- 1721–1771. Tobias Smollett
  - The Adventures of Peregrino Pickle.[8]

### Año 1800
- 1812-1870. Charles Dickens

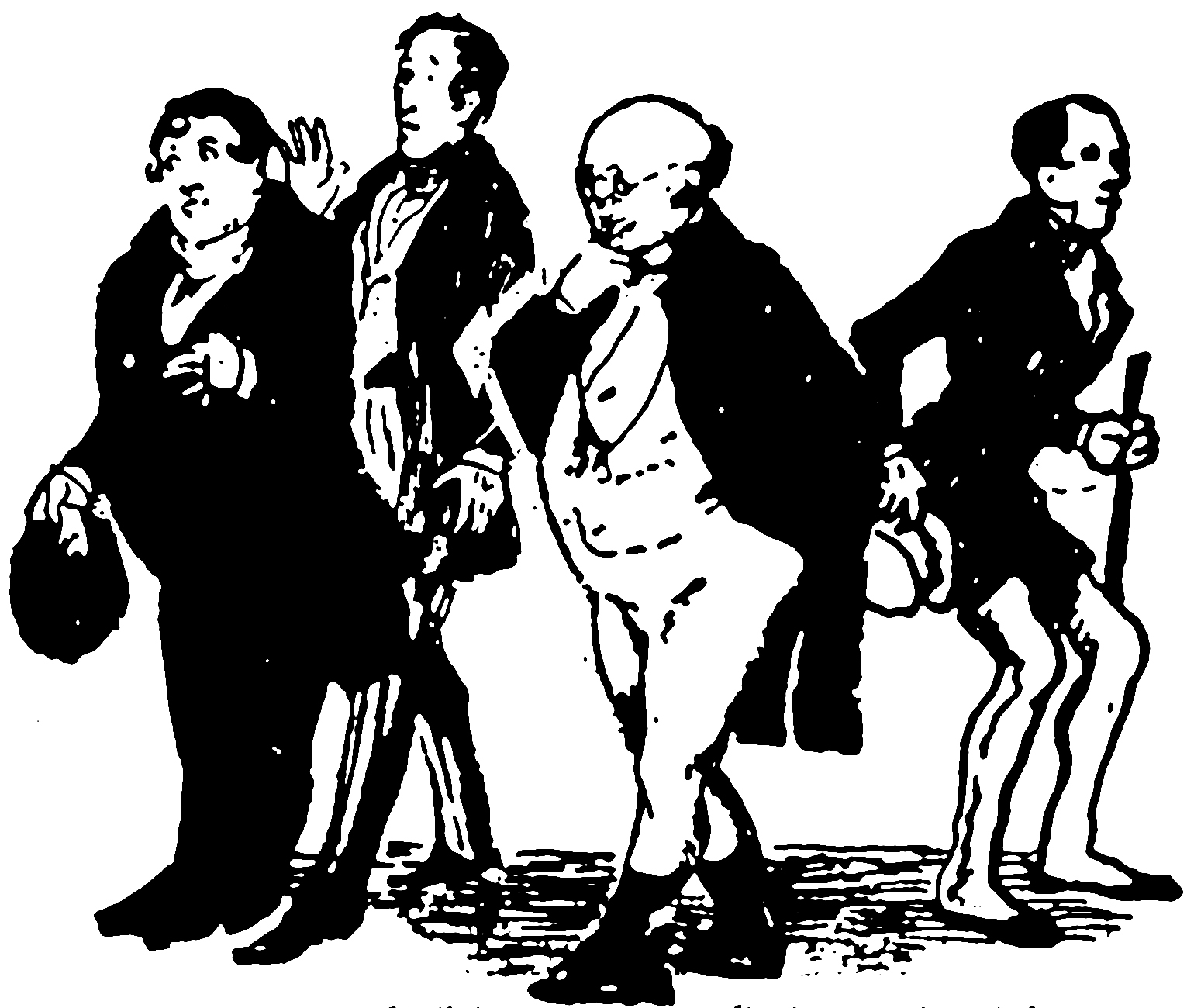
The Posthumous Papeles of the Pickwick Club. Cuatro personajes principales: Tracy Tupman, Nathaniel Winkle, Samuel Pickwick y Augustus Snodgrass.

  - Los papeles póstumos del Club Pickwick.[9][10]
- 1815-1888. Eugène Labiche
- 1835-1910. Mark Twain
- 1840-1847. Alphonse Daudet
  - Tartarin de Tarascon.[11]

- 1854-1900. Oscar Wilde
  - The Importance of Being Earnest, A Trivial Comedy for Serious People
- 1859-1927. Jerome K. Jerome.[12]
  - Three Men in a Boat.[13]
- 1866-1943. Carlos Arniches Barreda
  - La señorita de Trévelez.[14]
- 1874-1936.  Chesterton
- 1879-1936. Pedro Muñoz Seca
  - La venganza de Don Mendo
- 1880-1950. Josep Maria Folch y Torres.
  - Las Formidables aventuras de en Pere Fino.[15]
- 1881 - 1975. P. G. Wodehouse.[16]
- 1893-1971.Harold Lloyd.
- 1899- 1995. Noel Clarasó y Serrat.[17]

### Año 1900
- 1908-1968. Giovannino Guareschi.[18]
  - Il destino si chiama Clotilde.[19][20]

- 1917-2000. Joan Capri

- 1918-1990. Manuel de Pedrolo
  - Domicilio provisional

- 1928-2013. Tom Sharpe.
- 1943.  Eduardo Mendoza
  - Sin noticias de Gurb.
- 1958. Helen Fielding.[21]
  - El diario de Bridget Jones

### Humorismo teatral
La escena dramática cuenta con muchas obras cómicas universalmente reconocidas. Algunas de estas comedias, principalmente destinadas a dar risa, muestran aspectos humorísticos bastante sutiles. No siempre es fácil seleccionar las obras de teatro (comedias o tragicomedies) que ofrecen matices de humor. Los autores seleccionados se han listado más arriba, entre los otros escritores.

## Lista genérica de humoristas notables
- Douglas Adams
- Luis Sandrini
- Luis Landriscina
- Kev Adams
- Scott Adams
- George Ade
- Moin Akhter
- Sholom Aleichem
- Henry Alford
- Woody Allen
- Michael Attree
- Bugs Baer
- Russell Baker
- Linwood Barclay
- Dave Barry
- Guy Bedos
- Nicolas Bedos
- Robert Benchley
- Stefano Benni
- Ambrose Bierce
- Jean-Marie Bigard
- Josh Billings
- Lewis Black
- Roy Blount, Jr.
- Tom Bodett
- Erma Bombeck
- Victor Borge
- Andy Borowitz
- Dylan Brody
- Craig Brown
- Art Buchwald
- Christopher Buckley
- W. Bruce Cameron
- Al Capp
- Lewis Carroll
- Guy Wetmore Carryl
- Bennett Cerf
- G. K. Chesterton
- Al Clouston
- Coluche
- William Combe
- Alan Coren
- Will Cuppy
- Ivor Cutler
- Hugleikur Dagsson
- Bertha Damon
- Dick DeBartolo
- Jamel Debbouze
- Raymond Devos
- Daniel Dickey
- Drew
- Franck Dubosc
- Gad Elmaleh
- Evan Esar
- John O'Farrell
- Max Ferguson
- Will Ferguson
- Scott Fivelson
- Michael Flanders
- Benjamin Franklin
- Michael Frayn
- Ian Frazier
- Lewis Burke Frumkes
- James Finn Garner
- Veronica Geng
- Michael Gerber
- Strickland Gillilan
- Jonathan Goldstein
- Lewis Grizzard
- Robert Grossman
- Dick Wick Hall
- Jack Handey
- Chelsea Handler
- Steve Hely
- A.P. Herbert
- Don Herold
- Carl Hiaasen
- Nasrettin Hoca
- John Hodgman
- Andy Offutt Irwin
- Donald Jack
- Roberta Beach Jacobson
- Douglas William Jerrold
- Jerome K. Jerome
- George S. Kaufman
- Garrison Keillor
- Walt Kelly
- Doug Kenney
- Marvin Kitman
- Ronald Knox
- Harvey Kurtzman
- Jonathan Lambert
- Christian Lander
- Ring Lardner
- Gary Lautens
- Stephen Leacock
- Fran Lebowitz
- Virginie Lemoine
- Martin Lewis
- Lennie Lower
- Paul B. Lowney
- Dieudonné M'bala M'bala
- Merrill Markoe
- Don Marquis
- Niní Marshall
- David Martin
- Demetri Martin
- Steve Martin
- Bruce McCall
- Stuart McLean
- Patrick F. McManus
- Molière
- Nurul Momen
- Lorna Jean Moorhead
- J. B. Morton
- Ebrahim Nabavi
- Petroleum V. Nasby
- Ogden Nash
- Richard J. Needham
- Aziz Nesin
- Eric Nicol
- Chris Onstad
- Raffaele Palma
- Dorothy Parker
- S. J. Perelman
- Charles Phoenix
- Terry Pratchett
- Roger Price
- Bolesław Prus
- Joe Queenan
- David Rakoff
- Paul Rhymer
- Bill Richardson
- Ryan Max Riley
- Steve Rizzo
- Will Rogers
- Andy Rooney
- Anne Roumanoff
- P. J. O'Rourke
- Helen Rowland
- Paul Rudnick
- Peter Sagal
- Tim Sample
- George Saunders
- David Sedaris
- Élie Semoun
- Tom Sharpe
- Jean Shepherd
- Herb Shriner
- Wil Shriner
- Mark Shulman
- Max Shulman
- Neil Simon
- H. Allen Smith
- Jill Sobule
- Ed Subitzky
- Julia Sweeney
- Jonathan Swift
- Herbert Tarr
- Jeremy Taylor
- William Tenn
- Larry Thompson
- Thomas Bangs Thorpe
- James Thurber
- John Kennedy Toole
- Calvin Trillin
- Mark Twain
- Aisha Tyler
- Brian Unger
- Peter Ustinov
- Kurt Vonnegut
- Sarah Vowell
- Artemus Ward
- Sam. R. Watkins
- Bill Watterson
- Ellis Weiner
- E.B. White
- Oscar Wilde
- Marshall P. Wilder
- Justin Wilson
- Robert Wringham
- P. G. Wodehouse

## Humorismo gráfico
- 1820-1914. John Tenniel
- 1854-1936. Apeles Mestres y Oñós
- 1881-1948. Joan Junceda
- 1884-1954. Bud Fisher

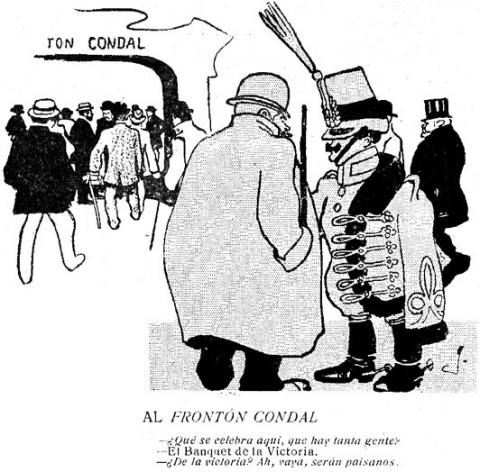
Chiste de Junceda que acabaría desencadenando los Hechos del ¡Cu-Cut!

- 1914-2012. Joaquim Muntañola y Puig
- 1936-2023. Francisco Ibáñez Talavera
- 1941-1995. Jaume Perich y Escala

### Caricaturistas
- 1799–1846. Rodolphe Töpffer
- 1858-1909. Caran d'Ache
- 1900-1990. Xavier Cugat
- 1909-1979. Manuel del Arco Álvarez

## Humorismo cinematográfico

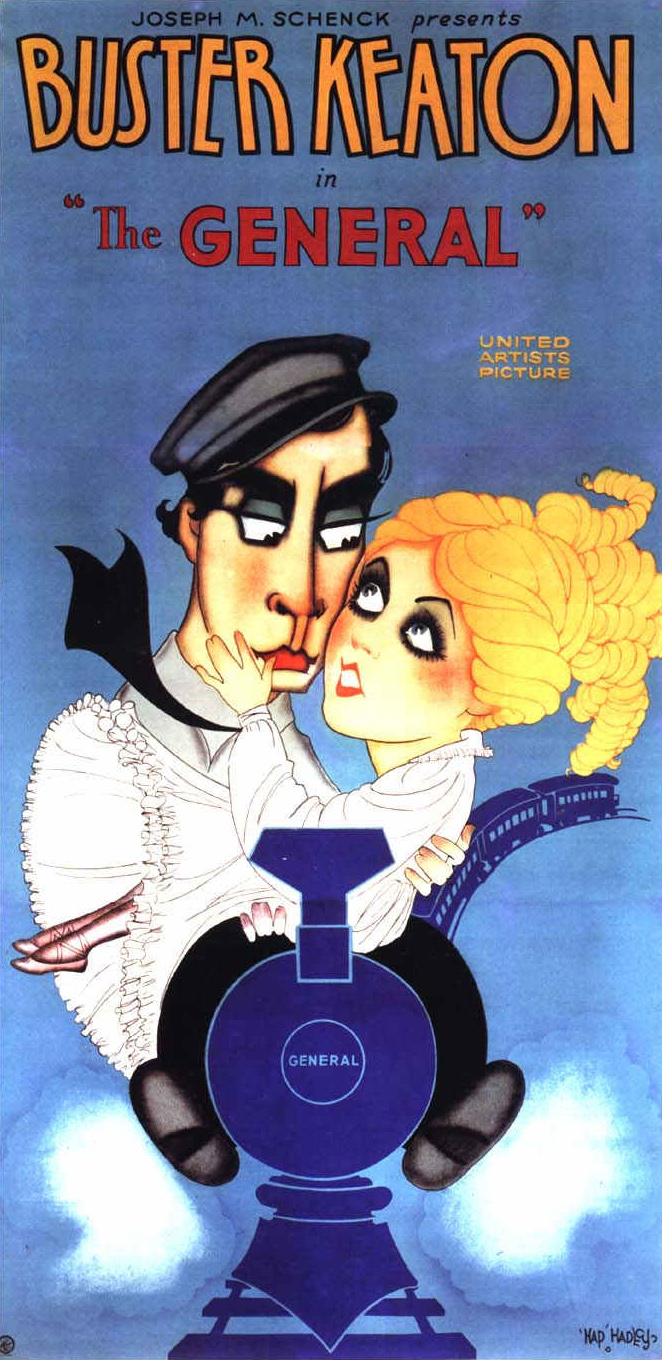
El maquinista de la General.

Los films con elementos humorísticos pueden ser de varios grados. Por el hecho que las comedias cinematográficas acostumbran a ser el resultado de varias personas (sociedad productora, productor, director, guionista, actores, redactor de diálogos, maquillaje, efectos especiales, etc.)  trabajando en equipo, la lista de humoristas cinematográficos queda sustituida por una lista de películas ordenadas por el año de su estreno. En cada caso, el artículo puede recordar los responsables más importantes (particularmente el director y los actores más importantes), que tendrían que consultarse en el artículo específico del filme.
- 1923. Safety Last!. 
  - Harold Lloyd
- 1926. El maquinista de la General
  - Buster Keaton
- 1935. Una noche a la ópera
  - Hermanos Marx
- 1942.  Tono Be oro Not tono Be.[22]
  - Ernst Lubitsch, director.
- 1949. Passport tono Pimlico.[23]
  - Henry Cornelius, director
  - T. E. B. Clarke, guionista

- 1952.  The Crimson Pirate.[24]
  - Robert Siodmak, director
- 1955. El quinteto de la muerte
- 1958. Y soliti ignoti
- 1965. Signore e signori
- 1965. Those Magnificent Men in Their Flying Machines
- 1965.  The Great Race
- 1966. Golfus de Roma
- 1971. Trafic de Jacques Tati.[25]
- 1975.  Amici miei